# García de Toledo Osorio
García de Toledo Osorio (Villafranca del Bierzo, 1514. augusztus 29. – Nápoly, 1577. május 31.) politikus, hadvezér, először Katalónia, majd Szicília spanyol alkirálya.
Villafranca del Bierzóban született Pedro Álvarez de Toledo, Villafranca 2. márkija, Nápoly 1532 és 1553 közötti alkirálya és Juana Pimentel őrgrófnő fiaként. Első unokatestvére volt Fernando Álvarez de Toledo y Pimentel, Alba hercege, és rokona volt Eleonora of Toledo, I. Cosimo de’ Medici, Toszkána nagyhercegének felesége is.
Katonai karrierje Andrea Doria parancsnoksága alatt kezdődött egy nápolyi flottában mint két gálya kapitánya. 1535-ben már hat hajót irányított, és részt vett számos ütközetben, többek között La Golettánál, Tunisznál, Algírnál, Szfaksznál és Calabria y Mebrediánál. Ezt követően kinevezték a nápolyi flotta parancsnokának. Katalónia alkirálya volt 1558 és 1564 között, majd a nápolyi gyalogság főparancsnoka, 1564-1566 között pedig Szicília alkirálya lett. Ebben a minőségében két fontos tett fűződik a nevéhez: Peñón de Vélez de la Gomera 1564-es meghódítása, illetve az ostromlott Málta felmentése 1565-ben. II. Fülöp spanyol királytól 1569. december 24-én megkapta Fernandina és Montalbán hercegi címét. 1577-ben Nápolyban halt meg.

## Fordítás
Ez a szócikk részben vagy egészben  a   García de Toledo Osorio, 4th Marquis of Villafranca című angol Wikipédia-szócikk ezen változatának fordításán alapul.  Az eredeti cikk szerkesztőit annak laptörténete sorolja fel. Ez a jelzés csupán a megfogalmazás eredetét és a szerzői jogokat jelzi, nem szolgál a cikkben szereplő információk forrásmegjelöléseként.